# أوقستو كاسترو
أوقستو كاسترو (بالإسبانية: Augusto Castro)‏ هو دراج كولومبي، ولد في 19 ديسمبر 1986 في ميديلين في كولومبيا.

## وصلات خارجية
- أوقستو كاسترو على موقع نتائج كأس العالم لسباقات دراجات (بي.أم.إكس) (الإنجليزية)
- أوقستو كاسترو على موقع اللجنة الأولمبية الدولية (الإنجليزية)
- أوقستو كاسترو على موقع أوليمبيديا (الإنجليزية)